# Орфеј
Орфеј (старогрчки: Όρφεύς, Orpheus) је био чувени трачки свирач и песник из грчке митологије.
У старијим верзијама мита отац му је био Трачанин Еагар, а мајка је непозната, а касније се као његови родитељи помињу Аполон и једна од Муза (Клио, Калиопа или Полихимнија). По предању, Аполон му је подарио лиру са седам жица, којој је Орфеј додао још две да би их било колико и муза. Свирању су га учили Аполон или Калиопа.
Снага Орфејеве музике била је чудотворна. Док је певао, јата птица кружила су изнад његове главе, рибе су искакале из мора, реке су заустављале своје токове, стење је подрхтавало, дрвеће му је прилазило да га заштити од сунца, а све животиње су се сакупљале крај његових ногу. Мелодија Орфејеве лире превела је и дивље храстове из Пијерије у Тракију, господарила је ветровима и топила је снег на високим планинама.
Придружио се Аргонаутима, увесељавао их је и бодрио својом музиком. Био је ожењен нимфом Еуридиком, али је она убрзо умрла. После неуспешног покушаја да је врати (Орфеј и Еуридика), одбијао је љубав жена. Установио је тзв. орфичке мистерије у којима жене нису учествовале. Према најпознатијем предању, растргле су га трачке жене.
Сматран је и зачетником земљорадње, медицине, писма и других корисних знања.

## Хелада уочи, за време и после Орфеја
Настанак грчке књижевности везује се за појаву Хомерових спевова, Илијаде и Одисеје. Међутим, очигледно је да су та дела, као савршени примери своје врсте, у ствари резултат завршне, а не почетне фазе што се тиче поетског развоја у старих Грка. Ову претпоставку потврђују безбројна сведочанства о песницима који су неговали поезију још пре Хомеровог доба, створивши је по потреби самих људи, али и ради богослужења различитим божанствима.
Према грчкој митологији, богови су били ти који су се бавили поезијом, пре свега Хермес, проналазач лире, и брат му Аполон, који ју је прихватио поставши тако водећа фигура у музичкој уметности. По митологији, Аполон се такође доводи и у везу са божанствима нижег реда — Музама.
Први смртници који су се бавили уметношћу били су у ствари непосредни ученици Аполона и Музâ, који се такође сматрају и њиховом децом. Међутим, као и у случају осталих митолошких личности, и постојање ових је под великим знаком питања, те се узимају у обзир једино ради одређивања неког периода или врсте у поетском развоју. Нема сумње да су њихова имена имала одређено значење, које ипак није тако очигледно с етимолошке тачке гледишта као на пример имена Муза. Од њих вреди издвојити Олена, Лина, Орфеја, Музеја, Еумолпа, Памфа, Тамирија и Филамона. Међу њима нарочито се истиче Орфеј, не само што се тиче уметничког умећа већ и због трагичности којом их све надмашује.

## Етимологија
Постоји неколико претпоставки о пореклу Орфејевог имена. Једна од тих, а по свој прилици и највероватнија, јесте она по којој је име изведено из хипотетичког прото-индоевропског глагола  („бити лишен [нечега?]“), од *orbh- што значи „раздвојити [некога од нечег?]“. Сродни примери налазе се у грчком: ορφή, orphe = тама, и ορφανός, orphanos = сироче; као и у енглеском orphan = сироче, што несумњиво вуче корен из латинског. То га доводи у везу са семантички блиском речју *goao = жалити, певати дивље, бацати чаролију, јер кад се имају у виду његове различите улоге у митологији (разочарани љубавник, занесен уметник, свештеник мистичног култа итд.), не може а да се не узме у обзир и та претпоставка. Суфикс -εύς, eus, којим се завршава Орфејево име, атестиран је на таблицама исписаним линеарним писмом Б. Основна функција му је да ближе означава именицу у чијем се склопу налази: „онај који има везе [са нечим]“.

## Орфеј у делима старих писаца

### Најранији помени о Орфеју
Ни у Хомеровим ни у Хесиодовим поемама није забележен ни један помен Орфејевог имена. Међутим, процватом лирске поезије и Орфеј доживљава велику популарност. Ибик, који је живео и радио средином 6. столећа п. н. е., спомиње „славног Орфеја“ (ὀνομακλυτὸν Όρφην, onomakluton Orphên). Пиндар га убраја међу Аргонауте као прослављеног харфисту, истичући притом да га је сâм Аполон учио свирању. На неколико места наводи да му је отац Еагар. И код историчара Хеланика из Митилене и Ферекида са Лероса налазимо Орфеја. Хеланик га је прогласио и Хомеровим и Хесиодовим претком, а Ферекид тврди да није Орфеј био песник на Аргу, већ Филамон, чега се држи и Аполоније са Родоса.

### Орфеј у драмској поезији
Орфеј се такође појављује и у драмској поезији. Есхил у својој трагедији Агамемнон алудира на басну по којој је Орфеј својом свирком очарао дрвеће померивши га са места. Такође, сачуван је још један помен Орфеја захваљујући Ератостену, који је цитирао део једне друге Есхилове трагедије, Басариде (тј. Баханткиње). Међутим, неизвесно је да ли је тај Есхилов цитат верно пренесен из трагедије из које је преузет, стога га треба узети с резервом. За разлику од Софокла који уопште не спомиње Орфеја, Еурипид га у више наврата помиње. У његовим трагедијама по први пут се среће алузија на везу Орфеја са Дионисом, као и са адским пределима: он га повезује с Музама, помиње снагу његове музике над камењем, дрвећем и дивљим зверима, којој нису могли одолети чак ни хтонска божанства, доводи га у везу са баханалијским оргијама, приписује му зачетак сакралних мистерија и смешта Орфејеве активности у шуме под Олимпом. Аристофан га помиње само једанпут (у својој комедији Жабе) и то успут, приликом набрајања највећих песника (Музеја, Хесиода и Хомера), који су знањем и мудрошћу задужили људски род. За Орфеја каже следеће:
| „ | Свете тајне мистерија Орфеј откри и поучи људе да се насиља, убиства клоне. | ” |

### Орфеј у филозофским расправама

#### Платон
Платон такође описује Орфеја на врло сличан начин као што то чини Аристофан. Платон се често позива на Орфеја, његове следбенике и његова дела. Зове га сином Еагровим, наводи да је музичар и изумитељ многих корисних ствари, истиче чудотворну моћ његове лире и даје јединствену верзију његовог силаска и боравка у Хадовом подземљу:
Из Гозбе:
| „ | А Орфеја, сина Еагрова, отпремили су из Хада с тим да није успео, пошто су му показали само сенку његове жене, ради које је био дошао, а нису му дали њу саму зато што се он, који је био певач уз китару, млитав показивао и што није имао срца да за љубав умре као Алкестида, него је измудровао како би жив доспео у Хад. | ” |

Из Државе:
| „ | Он [тј. Ер, весник са „онога света“] је, каже, видео душу, која је некада била Орфејева, како је одабрала живот лабуда, јер због мржње према женском племену [тј. према Мајнадама, лудим женама], које га је усмртило, он не хтеде да га жена зачне и да га поново роди. | ” |

Међутим, као и увек када се ради са старим изворима, треба имати на уму ауторова схватања као и схватања распрострањено међу обичним пуком. Поуздано се зна да су се Платонова схватања поприлично разликовала од општих схватања која су владала у античкој Грчкој, а по којима су животне вредности биле (или би требало да буду) прече од било чега на свету. Тако да ни Платонове наводе не треба узимати здраво за готово.
Што се тиче Орфејевих следбеника, Платон ту спомиње и песнике и вернике, који су се држали веровања да је душа заробљена у телу за казну због раније почињених грехова.
| „ | Штовише, неки веле да је тијело (sôma) гроб (sçma) душе, јер у садашњем животу она је у њему укопана. С друге стране, будући да се она изражава (sçmaínei) преко њега, исправно је да се с тога разлога оно зове и sçma, знак. Изгледа ми да су нарочито сљедбеници Орфеја дали то име зато да би душа, док испашта гријехе због којих је кажњена имала тај бедем, слику тамнице да је чува (sôzetai). Дакле, тијело је, како каже и само име, (тамница) душе све док не врати дуг и том имену не смије се измијенити ни најмање слово. | ” |

Платон наводи неколико цитата, које је однекуд преузео и за које тврди да их је Орфеј изрекао, од којих је један, ако не и више њих, из Теогоније На једном месту чак помиње „мноштво књига Мусеја и Орфеја“, на које су се позивали врачеви и варалице не би ли убедили прости пук „да живи и мртви могу добити опроштај и очишћење за неправедна дела помоћу жртвовања и ритуалних игара“. Очевидно је да Платон на овом наведеном месту у Политици оспорава постојање било каквих списâ, који би се могли довести у везу с Орфејем. Међутим, на другим местима може се стећи потпуно другачији утисак. Нпр. у Кратилу он јасно даје до знања да не верује само у Орфејево постојање, већ и у његовог стваралачког генија. Том Орфеју он приписује следећу изреку, која је, по свему судећи, преузета из Хесиодове Теогоније:
| „ | Први се ожени од свих Океан краснога тока узме за жену Тетију, сестру своју по мајци | ” |

#### Аристотел
Аристотел сматра да Орфеј уопште није постојао и да су сва дела приписана њему у ствари измишљотине Керкопâ и Ономакрита. О тзв. орфичким песмама и „Орфејевим следбеницима“ Аристотел каже:
О души:
| „ | Видљиво је наиме да биљке живе не судјелујући (у кретању нити) у опажању и да многа жива бића немају способност мишљења. Но ако би нетко и то допустио и узео да је ум један дио душе и исто тако да има способност опажања, ни тако не би уопће могли говорити о свакој души нити ни о једној у њезиној укупности. (То се догађа и с учењем у тако званим орфичким пјесмама. Тврди се наиме да душа ношена из свемира вјетровима улази у бића која дишу. Но то се не може догађати биљкама нити неким животињама јер све не дишу. То нису опазили они који тако мисле). | ” |

Из Метафизике:
| „ | Међутим, било да се држимо мишљења теолога, према којима се све ствари рађају из ноћи, било да се каже, попут физичара, да су све ствари биле измешане, наилази се на исту немогућност. [...] Па и стари песници [међу којима, по Аристотелу, „непостојећи Орфеј“] су делили то мишљење [тј. мишљење теолога], као што се види по томе што царство и врховну власт не дају бићима која су се појавила прва у времену — као ноћ и небо, или хаос, или океан — него Зеусу. | ” |

## Митологија
Полазећи од митографа и каснијих песника, од Аполодора па надаље, наилази се на мноштво митова у којима се спомиње Орфеј и који су препуни свакојаких детаља и појединости. Међутим, митови који се стриктно тичу Орфеја и који су до детаља обрађени јављају се у изворима из каснијег периода. Од њих су најважнији Овидијеве Метаморфозе, тачније онај део у којем се спомиње Еуридикин несрећан крај, Орфејев силазак за њом у Хадово подземље и његова ништа мање трагична судбина; као и Вергилијеве Георгике.

### Орфеј и Еуридика
Након младости и авантурâ проведених са Аргонаутима, Орфеј је одлучио да се ожени с Еуридиком, нимфом која се истицала по лепоти међу својим другарицама. Међутим, на дан њиховог венчања није се распламсала буктиња у Хименејов руци, што је био предзнак за несрећу која их је недуго потом снашла:
| „ | Од тијех знака је гори свршетак, јер када је млада Тркала међу многим Најадама била по трави, Змијињи у пету зуб је угризе и смрт јој зада. | ” |

Орфеј је био толико ожалошћен тим несрећним догађајем, да је, ни мање ни више, одлучио да сиђе у Хадово подземље с намером да покуша да врати Еуридику међу живе. Стигавши напослетку до Хада и Персефоне обратио им се, уз звуке своје лире, следећим речима:
| О бози подземног св’јета, Што у њ падамо сви, колико нас смртних се роди, Ако је слободно р’јечма преварљивим не околишит И праву истину рећи: не дођох амо, да Тартар Тамни видим и свежем Медусиној накази оној Змијама длакави троструки врат; — што овамо дођох, Узрок моја је жена, у коју је излила отров Љутица погажена и младе јој године узе. Хтједох прегорјети то и покушах (тајити нећу), Амор не даде бог у свијету познати горњем, Је ли и овдје, сумњам; — ал’ слутим, бит ће и овдје; | Па ако измишљен глас о негдашњој отмици није, И вас је здружио Амор. Страховитог тако вам овог Мјеста и Хаоса грдног и пустоши големог царства Напрасно погинулу Еуридику опет ожив’те! Вама припада све, и након боравка кратког Људи се журе прије ил’ послије у исти у дом; Овамо тежимо сви, и овдје је задњи нам станак. Ваше краљевство дов’јек над људским над родом траје. Па пошто одређене и она године сврши, Под власт потпаст ће вашу. За вр’јеме је дарујте само. Аколи милости те судбина ми не да, одлучих, Да се не вратим више; весел’те се смрти обога. |

Свирком коју је стварао зборећи им ово, успео је да оствари јак утисак на све присутне:
| „ | Плакаху бескрвне душе; сад Тантал не хвата воду, Која се измиче, точак Иксионов вртјет се преста, Птице не кљују јетру, а Белове унуке пусте Врчеве, а ти си на твом камену, Сисифе, сјео. Тада су првипут, кажу, Ериније гануте биле, Те им се сузама лице омочише. | ” |

Чак ни господари подземља, Хад и Персефона, нису могли да остану раводушни према Орфеју:
| „ | Па Еуридику зовну. Мед скорашњим сјенкама она, Бјеше, и кораком спорим (због задате због ране) дође, Родопац Орфеј и њу и напутак добије сада... | ” |

Међутим, да би је одвео на горњи свет, морао је да испуни под одређеним условом:
| „ | Да се очима натраг не обазре, док из Авернског. Дола не изиђе ван, — ил’ јалов дар ће му остат. | ” |

Најзад заједно, запутили су се „у оној муклој тишини“ натраг, на горњи свет, стазом „извитом, стрменом, тамном, обученом у сјен и у мрак“. И таман кад су се примакли излазу из Хадова подземља, Орфеј се побојао „да жена му не клоне“, те се ипак осврнуо за собом.
| „ | Огледа видјет је жељан и љубећ, — и одмах је неста. | ” |

Еуридика је потонула назад у свет сени, али овај пут неповратно. Моменат пре тога, стигла је само да му каже: „Здраво!“
| „ | Она другипут мрући на њега се тужила није, Јер би се могла само на љубав његову тужит. | ” |

Узалуд је Орфеј молио и покушавао да одобровољи чамџију Харона да га по други пут превезе, али овај се није дао наговорити.
| „ | ...и тако, седам је дана Без дара Церерина на обали сједио прљав; Туга и жалост њему и сузе бијаху храна. | ” |

### Орфејева смрт
Прихвативши с тешком муком чињеницу да је Еуридика занавек изгубљена, Орфеј је, тужећи се на богове од Ереба, одлучио да се повуче у Родопе и на Хем, одакле су дували северни ветрови. Уз то, одрекао се жена и одбијао сваку која га је хтела пратити. Међутим, наставио је и даље свирати лиру. Тако је једанпут, када се нашао усред једне голе пољане, удесио својом чаробном свирком да она добије хлад. Живо је описан тај моменат у Овидијевим Метаморфозама. Сакупљеном дрвећу и зверима певао је песме посвећене младићима који су постали љубимци богова (Кипарис, Ганимед, Хијакинт, Пигмалион, Адонис, Хипомен, Кинира), и девојкама (Пафа, Смирна, Аталанта), које су настрадале због недопуштене љубави.
Међутим, док је тако својим певањем дрвеће покретао, кротио срца дивљачи, а хридине покретао са места...
| „ | Ето ти Киконских жена, што коже звјерске им крију Махните прси; и с врха брежуљка опазе, како У жице бије Орфеј и пјевањем бијење прати. | ” |

Једна од њих му, „просуте косе по зраку лаганом“, довикне следеће:
| „ | Ево га, ево гле презирача нашег! | ” |

Утом, не губећи часа, иста зграби тирсос, замахне њиме и погоди га, али га не рани већ му остави само белег. Друга је бацила камен, који је „јоште у зраку свладан будући складом пјевачева гласа и лире“, тако да се на крају нашао пред његовим ногама. Изгледало је да Орфеју ништа не може наудити...
| „ | ... Ал’ нападај безумни расте, Нема престанка ту, Еринија управља б’јесна. Пјесма би хице све ублажила, ал’ вика страшна И Берекинтијска фрула од свинутог рога и бубњи, К томе пљескање руку и урлање у славу Бакха, Све то надвиче китаре глас, и крвљу пјевача Прије нечувеног тад се обојило камење било. | ” |

Смрт ненадмашеног певача потресла је целу природу:
| „ | За тобом плакаху птице, о Орфеју, тужне и мноштво Звјериња, камење тврдо и шуме, које су често Глас слиједиле твој; дрвета за тобом туже Без лишћа, голе главе; ријеке, каже се, да су Набујале од суза од својих; Најаде, Дријаде Рухо с обрубом црним и расуту имаху косу. | ” |

Међутим, и поред свог трагичног краја, Орфејева сен, којој мира није било на горњем свету, напокон се скрасила нашавши Еуридикину на Острву блажених.
| „ | Ту сад заједно једно поред другог шећу, те сада За њом Орфеј корача, а сада иде пред њоме И на Еуридику своју обазрет се сигурно може. | ” |

## Орфичка друштва и мистерије
Сви они митови у којима се Орфеј доводи у везу са Дионисом сматрају се изумом каснијих времена. Они су антагонистичком односу са класичним схватањем Орфеја, као слуге Аполона и Музâ. Недоследност се огледа чак и у погледу инструменту којим је свирао, што је опет по класичном схватању увек била лира а никад флаута. Готово је немогуће објаснити ову промену. Међутим, довољно је запазити да је у време најранијег развоја грчке филозофије оформљено и друштво, које је преузело Орфејево име и које је одржавало особене мистерије, сасвим различите од елеусинских. То су били тзв. орфичари (οἱ Ορφικοί, oi Orphikoi), који су се под тобожњим вођством митског песника Орфеја посветили обожавању Баховог култа, надајући се да ће у њему наћи задовољство својих страсти. Дионис, који је апсорбовао орфичке и баханалијске обреде (τα Όρφικά καλεόμενα καὶ Βακχικά, ta Orphika kaleomena kai Bakhika), био је хтонско божанство (рогати дечак Дионис Загреј) блиско повезано са Деметром и Кором. Био је персонификација не само усхићеног задовољства, већ и дубоке жалости и беде људског живота. Орфичке легенде и песме већим делом се односе на овог Диониса, који је као подземно божанство упоређиван са Хадом. У њега су орфички теолози полагали наде о прочишћењу и бесмртности душе. Међутим, њихов начин слављења светковина био је умногоме различит од уобичајених церемонија одржаваних у част Баха. Бахови орфички обожаватељи нису се препуштали неумереном уживању и избезумљеном усхићењу, него су стремели аскетској чистоћи живота и манирима. Орфичари нису користили храну животињског порекла, сем о жртвене празнике када су се послуживали сировим месом жртвованог вола посвећеном Баху (ὠμοφαγία, ōmophagia). Носили су бело ланено рухо, попут оријенталних и египатских свештеника од којих је, како Херодот запажа, много тога преузето у ритуалима орфичких мистерија. Међутим, Херодот не говори о овим мистеријама као искључиво египатским, већ на истом месту додаје да су и питагорске у карактеру. Објашњење за ово лежи у чињеници да су се питагорејци, након што су прогнани из Велике Грчке, здружили са орфичарима и, наравно, много утицали на њихов карактер. Па ипак, пре него што је дошло до тога, орфицизам је захваљујући Ферекиду и Ономакриту доведен до свог коначног облика. Ова двојица су се истицали међу писцима за чија дела се везује настанак орфичке теологије. То су били Кекропи, Бронтин, Орфеј из Камарине, Орфеј из Кротона, Аригнот, Персин из Милета, Тимокле из Сиракузе и Зопир из Хераклеје или из Тарента.

## Орфичка литература
Многе песме приписане Орфеје потичу из доба Пизистратове тираниде, односно с краја 5. века п. н. е. Алузије на њих су честе код каснији писаца. Осим Платона, који је, као што се дâ видети, имао обичај да их цитира у својим делима, вреди истаћи и Паусанију. Он наводи неке химне за које верује да их је саставио сâм Орфеј и да су се сачувале до његовог времена захваљујући Ликомидима (једном атинском породицом која је, изгледа, била главна што се тиче орфичких мистерија, као што су Еумолпиди били задужени за елеусинске). Према њему, од њих су једино Хомерови епови били лепши.

### Примарна литература
(Осим превода, обратити пажњу на поговор и коментаре преводилаца изнетих у наведеним публикацијама)

Од Есхила
- Grčke tragedije (на језику: (језик: српски) — превод М. Ђурића) (2. Deretino изд.). Beograd: Dereta. 2010.  173813772.

Од Ератостена
- Catasterismi (на језику: (језик: латински) — превод Јохана Конрада Шаубаха). Göttingen: Vandenhoeck & Ruprech. 1795. (Die Digitale Bibliothek der Bayerischen Staatsbibliothek).

Од Еурипида
- Киклоп (на језику: (језик: српски) — превод Гордана Маричића). Београд: Просвета. 2004.  111686412.
- Медеја, Хиполит, Ифигенија на Тауриди (на језику: (језик: српски) — превод М. Ђурића). Београд: Српска књижевна задруга. 1960.  152340743.
- Ifigenija u Aulidi (на језику: (језик: српски) — превод Братољуба Клаића). Zagreb: Dramska biblioteka »Scena«. 1961.  64586503.
- Alkestida (на језику: (језик: српски) — превод Братољуба Клаића). Zagreb: Dramska biblioteka »Scena«. 1964.  68410631.
- The Rhesus Of Euripides (на језику: (језик: енглески) — превод Гилберта Марија). New York: Oxford University Press. 1913. (Perseus Digital Library).
- Баханткиње (на језику: (језик: српски) — превод Гаге Росић). Београд: Стубови културе. 2010.  177431564.

Од Аристофана
- Жабе (на језику: (језик: српски) — превод Радмиле Шалабалић). Нови Сад: Матица српска. 1978.  29768967.

Од Платона
- Gozba ili O ljubavi (на језику: (језик: српски) — превод М. Ђурића) (2. Deretino изд.). Beograd: Dereta. 2008.  146446348.
- Kratil (на језику: (језик: српски) — превод Динко Штамбак). Zagreb: Studentski centar Sveučilišta. 1976.  25265935.
- Država (на језику: (језик: српски) — превод Албина Вилхара) (5. изд.). Beograd: BIGZ. 2002.  183339015.
- Protagora / Sofist (на језику: (језик: српски) — превод Коломана Раца и Миливоја Сиронића). Zagreb: Naprijed. 1975.  117242375.
- Ijon / Gozba / Fedar (на језику: (језик: српски) — превод М. Ђурића) (5. изд.). Beograd: BIGZ. 1985.  26690823.
- Odbrana Sokratova (на језику: (језик: српски) — превод М. Ђурића) (2. Deretino изд.). Beograd: Dereta. 2008.  146447884.
- Zakoni (на језику: (језик: српски) — превод А. Вилхара) (1. Deretino изд.). Beograd: Dereta. 2004.  115255308.

Од Аристотела
- O duši / Nagovor na filozofiju (на језику: (језик: српски) — превод Миливоја Сиронића и Дарка Новаковића). Zagreb: Naprijed. 1987.  43991815.
- Metafizika (на језику: (језик: српски) — превод Бранка Гавеле). Beograd: Kultura. 1971.  106807047.

Од Овидија
- Publija Ovidija Nasona Metamorfoze (на језику: (језик: српски) — превод Томислава Маретића) ([Fototipsko izd.] изд.). Beograd: Dereta. 1991.  1680908.

Од Вергилија
- Virgil's Georgics: a new interpretation (на језику: (језик: енглески) — превод Гарија Мајлса). Berkeley [etc.]: University of California Press. 1980. (University of California Press)[мртва веза].

### Секундарна литература
- Срејовић, Драгослав (2000). Речник грчке и римске митологије (5. изд.). Београд: Српска књижевна задруга : Службени лист СРЈ.  165002247. Непознати параметар |coauthor= игнорисан [|author= се препоручује] (помоћ)
- Замуровић, Александар (1998). Митолошки речник. Београд: Heres.  131281671.
- Zamarovský, Vojtech (2002). Junaci antičkih mitova (на језику: (језик: српски) — превод Дејана Стојковића) ([1. izd.] изд.). Beograd: Alnari : Knjižara »Milan«.  182598663.
- Graves, Robert (2003). Grčki bogovi i heroji (на језику: (језик: српски) — превод Мирјане Петровић) ([1. izd.] изд.). Beograd: Alnari.  108368140.
- Кун, А. Н. (1990). Legende i mitovi stare Grčke (на језику: (језик: српски) — превод Љиљане Шиљаковић). Novi Sad: Književna zajednica Novog Sada.  1889031.
- Dora Carlisky Pozzi, John Moore Wickersham., ур. (1991). Myth and the polis (на језику: (језик: енглески)). New York: Cornell University Press. (Cornell University Press).
- Guthrie, W. K. C. (1993). Orpheus and Greek religion: a study of the Orphic movement (на језику: (језик: енглески)). London: Princeton University Press. (Princeton University Press).
- Cobb, Noel (1992). Archetypal imagination: glimpses of the gods in life and art (на језику: (језик: енглески)). Hudson, N.Y: Lindisfarne press. (Lindisfarne Press)[мртва веза].